# Lijst van Sovjetcommandanten tijdens de Tweede Wereldoorlog

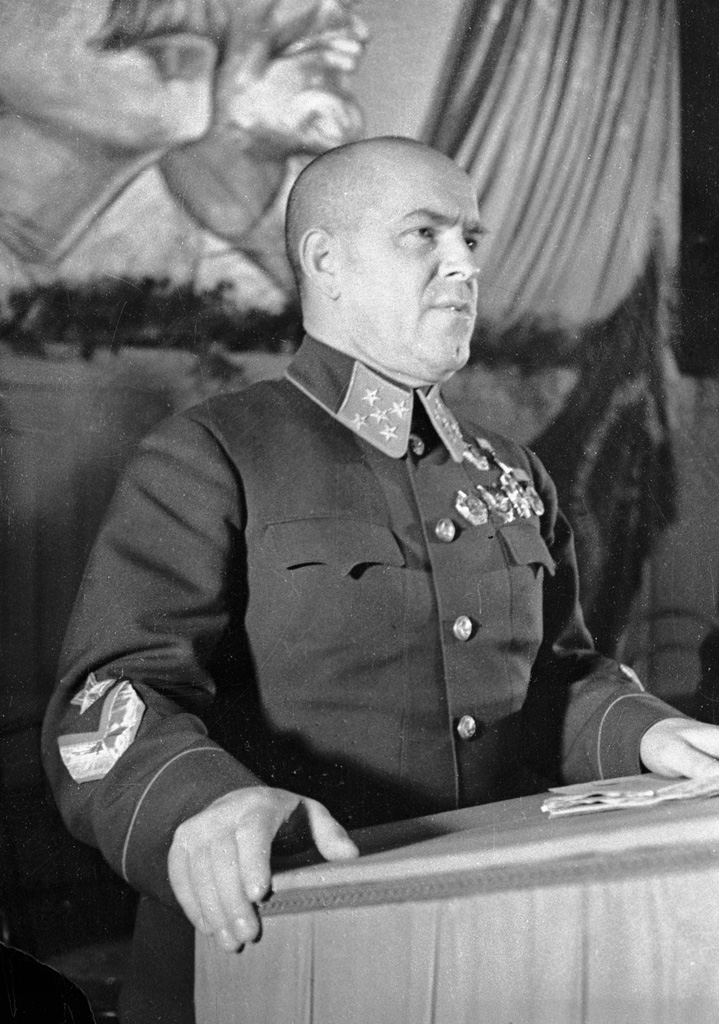
Maarschalk Georgi Zjoekov

Dit zijn een aantal van de Sovjetcommandanten uit de Tweede Wereldoorlog.

## Commandanten

### A
- Aleksej Antonov
- Azi Aslanov

### B
- Ivan Bagramjan
- Nikolaj Berzarin
- Semjon Boedjonny

### C
- Vasili Chomenko
- Michail Chozin

### D
- Vladimir Dolmatov
- Michail Doechanov

### E
- Filipp Jersjakov

### F
- Ivan Fedjoeninski
- Valerian Frolov

### G
- Filipp Golikov
- Arseni Golovko
- Vasili Gordov
- Avksenti Gorodnjanski
- Sergej Gorsjkov
- Leonid Govorov

### I
- Filipp Sergejevitsj Ivanov

### J
- Andrej Jerjomenko

### K
- Vladimir Katsjalov
- Stepan Andrianovitsj Kalinin
- Nikolaj Klykov
- Grigori Koelik
- Aleksej Koerkin
- Pavel Koerotsjkin
- Fjodor Koeznetsov
- Nikolaj Koeznetsov
- Vasili Ivanovitsj Koeznetsov
- Vladimir Kolpaktsji
- Ivan Konev
- Fjodor Kostenko
- Jakov Kreizer
- Vasili Krjoetsjenkin

### L
- Dmitri Leljoesjenko
- Gordej Levtsjenko
- Michail Loekin

### M
- Rodion Malinovski
- Igor Maslennikov
- Kirill Meretskov
- Vasili Morozov

### N
- Ivan Nikolajev

### O
- Filipp Oktjabrski

### P
- Roman Panin
- Dmitri Pavlov
- Ivan Petrov
- Koezma Podlas
- Markian Popov

### R
- Fjodor Remezov
- Dmitri Rjabysjev
- Aleksandr Rodimtsev
- Pavel Rotmistrov
- Konstantin Rokossovski
- Pavel Rybalko

### S
- Fjodor Sabinev
- Aleksandr Samochin
- Boris Sjaposjnikov
- Nikolaj Sjestopalov
- Michail Sjoemilov
- Pjotr Sobennikov
- Jozef Stalin

### T
- Semjon Timosjenko
- Ivan Tjoelenev
- Fjodor Tolboechin
- Vladimir Tsiganov
- Ivan Tsjernjachovski
- Jakov Tsjerevitsjenko
- Vasili Tsjoejkov

### V
- Aleksandr Vasilevski
- Nikolaj Vatoetin
- Kliment Vorosjilov

### Z
- Matvej Zacharov
- Aleksei Zjadov
- Georgi Zjoekov

## Overgelopen
- Andrej Vlasov